# هينك بيليكان
هيندريكوس أدريان بيليكان (بالهولندية: Henk Pellikaan)‏ (10 نوفمبر 1910 - 1999) لاعب كرة قدم هولندي راحل كان يجيد اللعب في خط الوسط.
لعب طوال مسيرته الرياضية في نادي تي إس في لونغا.
مثل منتخب هولندا في 13 مباراة (1932-1946). شارك مع منتخب هولندا في بطولة كأس العالم 1934 في إيطاليا حيث خرج من الدور الثمن النهائي.

## وصلات خارجية
- هينك بيليكان على موقع الاتحاد الدولي (مؤرشف)  (الإنجليزية)
- هينك بيليكان على موقع قاعدة بيانات كرة القدم.إي يو (الإنجليزية)
- هينك بيليكان على موقع ناشيونال فوتبول تيمز (الإنجليزية)
- هينك بيليكان على موقع Soccerway.com (الإنجليزية)
- هينك بيليكان على موقع عالم كرة القدم.نت (الإنجليزية)

- هذا سيرة ذاتية